# Gabinet Thomasa Jeffersona
Gabinet Thomasa Jeffersona – został powołany i zaprzysiężony w 1801.

## Skład
| Departament/Funkcja | Zdjęcie | Imię i nazwisko        | Kadencja  |
| ------------------- | ------- | ---------------------- | --------- |
| Prezydent           |         | Thomas Jefferson       | 1801-1809 |
| Wiceprezydent       |         | Aaron Burr             | 1801-1805 |
|                     |         | George Clinton         | 1805-1809 |
| Sekretarz stanu     |         | James Madison          | 1801-1809 |
| Wojna               |         | Henry Dearborn         | 1801-1809 |
| Skarb               |         | Samuel Dexter          | 1801      |
|                     |         | Albert Gallatin        | 1801-1809 |
| Sprawiedliwość      |         | Levi Lincoln           | 1801-1804 |
|                     |         | Robert Smith           | 1805      |
|                     |         | John Breckinridge      | 1805-1806 |
|                     |         | Caesar Augustus Rodney | 1807-1809 |
| Poczta              |         | Joseph Habersham       | 1801      |
|                     |         | Gideon Granger         | 1801-1809 |
| Marynarka wojenna   |         | Benjamin Stoddert      | 1801      |
|                     |         | Robert Smith           | 1801-1809 |